# Prix Molson du roman
Ne doit pas être confondu avec Prix Molson.
Le prix Molson du roman était un prix littéraire canadien attribué à un roman de langue française écrit par un écrivain canadien de 1983 à 1994. Il fut créé grâce à la collaboration de l'Académie des lettres du Québec, de l'Union des écrivaines et des écrivains québécois et de la brasserie Molson du Québec. Il a succédé au prix Jean-Béraud-Molson.
Le Prix Ringuet l'a remplacé.

## Liste des lauréats
- 1983 - Jacques Folch-Ribas - Le Valet de plume
- 1984 - Madeleine Ouellette-Michalska - La Maison Trestler
- 1985 - Pauline Harvey - Encore une partie pour Berri
- 1986 - Daniel Gagnon - La Fille à marier
- 1987 - Sylvain Trudel - Le Souffle de l'harmattan
- 1988 - Francine D'Amour - Les dimanches sont mortels
- 1989 - Jean Marcel - Hypathie ou la Fin des dieux
- 1990 - Jacques Poulin - Le Vieux Chagrin
- 1991 - Robert Baillie - La Nuit de la Saint-Basile
- 1992 - Paul Bussières - Mais qui va donc consoler Mingo?
- 1993 - Jacques Desautels - Le Quatrième Roi mage
- 1994 - Sergio Kokis - Le Pavillon des miroirs